# Sailing (BE:FIRSTの曲)
「Sailing」（セイリング）はBE:FIRSTの楽曲。2024年11月4日にB-MEからリリースされた。

## 概要
TVアニメ「SPECIAL EDITED VERSION 『ONE PIECE』 魚人島編」のエンディング主題歌として書き下ろされた楽曲。